# Удмуртска автономна съветска социалистическа република
Удмуртска автономна съветска социалистическа република (на руски: Удмуртская Автономная Советская Социалистическая Советская Республика) е автономна република в състава на Съветския съюз.

## История
Създадена е на 28 декември 1934 и просъществува до 4 ноември 1990 г. Столицата на републиката е град Ижевск с население 574 000 души (към 1 януари 1981). Територията на републиката е 42 100 кв. км. с население 1 587 000 души. Съотношението градско/селско население е съответно 1 105 000 към 482 000.
Републиката е наградена с орден „Ленин“ (1958), орден „Октомврийска революция“ (1970) и орден „Дружба на народите“ (1972).
От 4 ноември 1990 става субект в Руската федерация под името република Удмуртия.

## Население
Националният състав на населението към 1979 г. е следният:
- удмурти – 480 000
- руснаци – 870 000
- татари – 99 000 и други